# Hakarps socken
Hakarps socken i Småland ingick i Tveta härad, uppgick 1967 i Huskvarna stad och området ingår sedan 1971 i Jönköpings kommun i Jönköpings län och motsvarar från 2016 Hakarps distrikt.
Den är belägen på bergen öster om Huskvarna i Jönköpings kommun och innefattar stadsdelarna Egnahem, Stensholm, Pettersberg och Jutaholm. Socknens areal är 37,10 kvadratkilometer, varav 36,99 är land. År 2000 fanns här 4 758 invånare, mot 1 912 invånare år 1883. Hakarps kyrkby ligger i socknen, och sockenkyrkan Hakarps kyrka har en central plats i kyrkbyn. Den är en rosa korskyrka och sevärdhetskyrka, som bland annat har ett krucifix som tros härstamma från 1100-talet.
"Haka" är genitiv av namnet Hake/Haki (Åke) och betydelsen blir då "Hakes torp" (1386 Haketorp). De äldsta fynden av människor i området kommer från den romerska järnåldern. Idrottsklubben Hakarpspojkarna (IKHP) kommer från socknen, och är framförallt känd för sin orienteringssektion. Fritiof Domö, kommunikationsminister och partiledare för Högerns riksorganisation (Högerpartiet) under 1940-talet, samt Björn Afzelius, föddes båda i Hakarp.

## Historia

### Administrativ historia
Hakarps socken har medeltida ursprung. En mindre del av Sanna socken införlivades 1556. Vid kommunreformen 1862 övergick socknens ansvar för de kyrkliga frågorna till Hakarps församling och för de borgerliga frågorna till Hakarps landskommun. Ur landskommunen utbröts 1907 Huskvarna köping. Landskommunen uppgick sedan 1967 i Huskvarna stad som stadsdel, och staden uppgick sedan 1971 i Jönköpings kommun. 1 januari 2016 inrättades distriktet Hakarp, med samma omfattning som församlingen hade 1999/2000.  Socknen har tillhört samma fögderier och domsagor som Tveta härad. De indelta soldaterna tillhörde Jönköpings regemente, Livkompaniet och Smålands grenadjärkår, Jönköpings kompani.

### Forntid
De äldsta funna spåren av mänsklig aktivitet i Hakarp påträffades när Jönköpings kommun genomförde en utgrävning av blästerugnar i Åkarp i Hakarp. Området inklusive ugnarna daterades till den romerska järnåldern. På platsen fanns även bosättningar som dateras till samma tid. Längs länsväg 132 ligger omkring 75 gravar från vendeltiden. I gravarna ligger förmodligen bönder som hörde till gården Stensholm. Vid en utgrävning 1936 påträffades i en av gravarna en kam, en remsölja och brända ben. Dessa låg troligen i graven för att enligt asatrosed användas i livet efter döden i Hel. Enligt folksägnen skall det vid Lundaberget ha funnits en ättestupa eller offerplats från vikingatiden.

### Medeltid – kyrkan byggs
Hakarps första kyrka kan ha byggts under 1100- eller 1200-talet. Invånarna i Hakarps församling ville ha en kyrka, och en träkyrka timrades upp mitt i Hakarp, eller Hakatorp som det då hette. Det var en krävande uppgift, både ekonomiskt och organisatoriskt, att bygga en egen kyrka, och man tror därför att en församling bildades i samband med bygget. Man hade inte råd med en egen kyrkoherde utan var till 1566 en annexförsamling till Skärstads församling. Den äldsta befintliga säkra uppgiften om Hakarps kyrka är från Gustav Vasas klockuppbörd 1530. Man tror att den gamla kyrkan var cirka 10-15 meter lång och 6-7 meter bred. Sex meter av längden upptogs av en korbyggnad som var något smalare. Socknens landyta uppskattas ha varit runt 60 km² och med 20-30 gårdar vid den tiden bör alla ha fått plats i kyrkan. År 1693 var Hakarps församling tvungen att renovera Hakarps kyrka, eller bygga om den helt. Kyrkan var på grund av församlingens tillväxt för liten, och generalinspektor Nils Arvidsson Hägerflycht bestämde sig för att bekosta en nybyggnation om han fick begravas under kyrkans altare. Det har tagits för troligt, av bland andra aktuarie Erik Vennberg, att den ritades av Erik Dahlbergh. Den nybyggda kyrkan invigdes den 2 december 1694.

### 1500- till 1800-talen

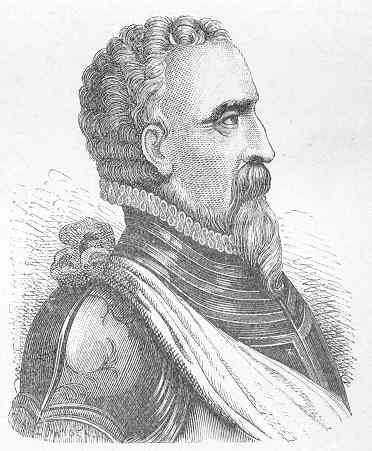
Daniel Rantzau, som ledde räden genom Hakarp.

Det finns indicier som pekar på att en dansk drabbning ska ha ägt rum under 1560-talet i Hakarp socken, under Rantzaus räd. Den ska ha utspelat sig i det område som idag kallas Jutaholm, som har fått namn av danskarna (då kallade jutar). Det område där drabbningen, ledd av dansken Daniel Rantzau, skulle ha stått på Stensholmen är idag ett bostadsområde. Kreaturen verkar ha räddats undan drabbningen av invånarna. I Stensholm i fanns en holme i Huskvarnaån med namnet Stensholmen, på vilken det låg en borg. Det är möjligt, om än inte styrkt, att denna borg förstördes av Daniel Rantzau. Det enda som kan styrkas är dock att den inte längre fanns 1632.
Under 1600-talet började man utvinna vattenkraft från Huskvarnafallens nedersta delar. En snabb utveckling av Husqvarna Vapenfabrik krävde, och ledde till, en utveckling av vattenkraftsutvinningen. Fallen i Huskvarnaån har använts som energikällor i över 300 år, av fabriker som Carlfors bruk, Stensholms Pappersbruk, Ebbes bruk och Husqvarna. Fallen användes senare även för att elektrifiera fabrikerna, med el som användes till belysning till exempel.

### Industrialismen
1873 köpte ägarna till Ebbes bruk, Laurenius och Engberg, mark som innehöll ett vattenfall av ägaren till gården Fagerslätt. Denna mark kom Ebbes bruk senare att använda till elektricitet. 1881 översteg folkmängden för första gången i Hakarps socken 2 000, och årsskiftet 1881-82 hade socknen 2 019 invånare. Den första noteringen om elektrifiering i Hakarps socken finns noterad från Jönköpingsposten den 23 november 1889 i Stensholms pappersbruk. Bruket hann dock brinna ner innan det elektrifierades. Nästa noterade försök att föra elektricitet till Hakarp var när Gustaf Abraham Granström försökte få el till Jönköping genom ett vattenkraftverk vid Ebbes bruk. Även detta nekades, på grund av de höga kostnaderna. 1909 överfördes 10 000 volt från Ebbes kraftstation som byggts vid Ebbes bruk till Munksjö AB via trefassystem till Jönköping. Året innan hade Husqvarna AB börjat ta elektricitet från Huskvarnafallens nedre delar. 1914 började Jönköpings stad köpa överskottselen från fallet. Ingen av elen gick till Huskvarna eller Hakarps socken, som kom att fortsätta stå utan elektricitet.

## Natur

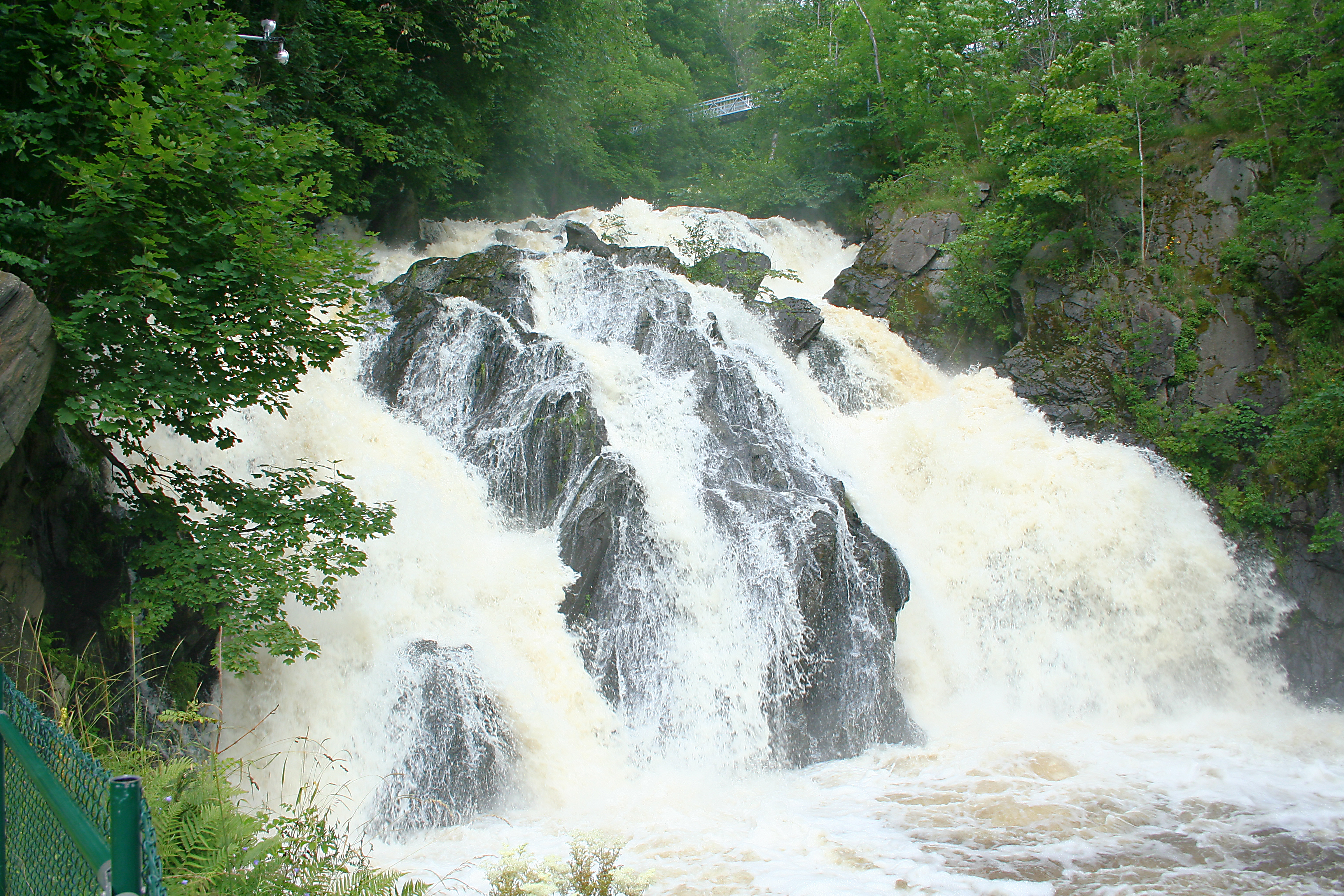
Huskvarnafallen

Hakarps socken är ett naturmässigt varierat område. Väster om Hakarps kyrka ligger omväxlande öppna och slutna hagar och kullar, med ett trädbestånd som varierar från ek, björk och asp till vildapel och med ett buskskikt med hassel, hagtorn, en och nypon. Ängarna är i regel ogödslade, och fältgentiana är en vanlig växt tillsammans med ängsskallra och brudbröd. Till söder och öster om kyrkan ligger betesmarker som är fuktiga och relativt artrika. Området är ett odlingslandskap, och omfattar ungefär 120 hektar. Där Huskvarnaån rinner genom Carlfors och Stensholm finns gott om svampar och örter, samt växtrika ängar. Därefter ligger mader och mossar och våtmarker. Vid Stensholms säteri finns ett kärr, med gott om olika fågelarter, som rörhöna, knölsvan, gräshoppsångare och kärrsångare, samt gulärla. Eftersom områdena är rika på näring finns arter som mossviol, blomvass, stor andmat och myskgräs.
I anslutning till Huskvarnafallen häckar forsärla och strömstare. Det finns jättegrytor i fallet, där den största mäter fem meters djup och 1,5 meter i diameter. Blodnäva, Natt och dag, lungört och bergmynta kantar ån och klättrar på bergväggarna, och pungmes häckar emellanåt i området. I Eskilstorp finns ormgranar på ett omkring ett hektar stort område. Väster om ormgranarna, som ingår i ett naturreservat, finns terrasser, kullar, getryggar och slukåsar samt grusavlagringar. Hakarp ingår i Östra Vätterbranterna.

### Geografi
Hakarps socken ligger öster om Huskvarna sydost om Vättern med Huskvarnaån i söder. Socknen ligger huvudsakligen på en platå ovanför en förkastningsbrant och når i Brantåsen 309 meter över havet. Socknen är en småbergig skogstrakt på platån och är nedanför denna i väster en bördig odlingsbygd.

## Näringsverksamhet

### Industri

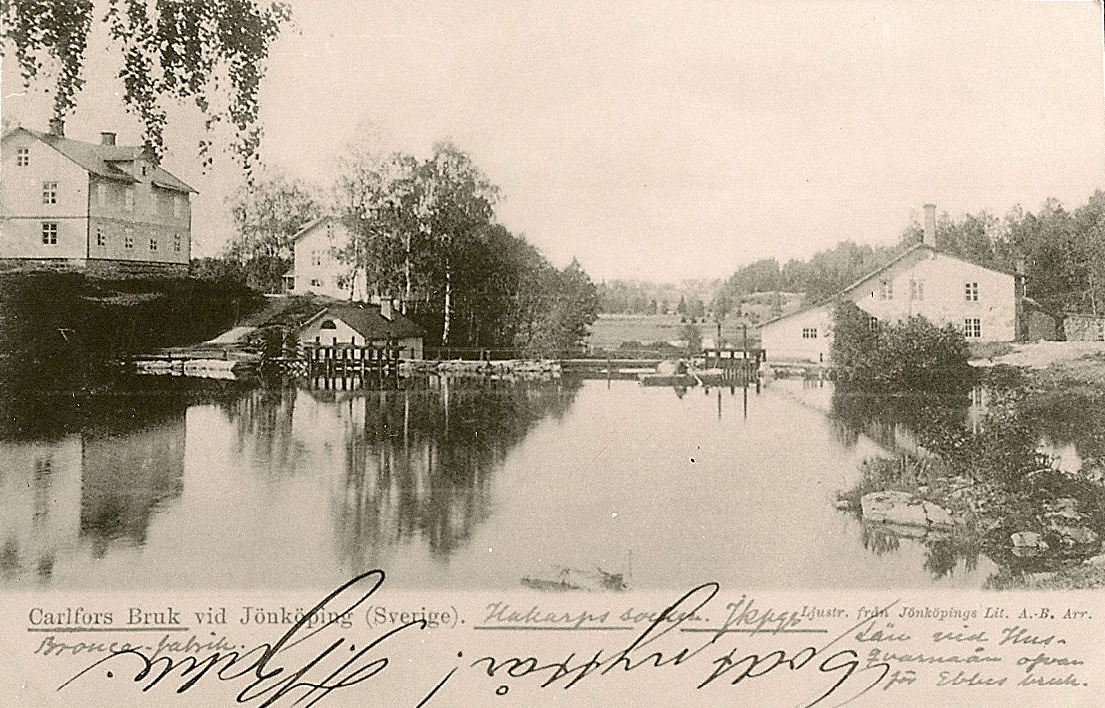
Carlfors bruk.

Det har funnits flera industrier i Hakarp – Carlfors bruk, Stensholms Fabrik, Saab Training Systems, Ebbes bruk. Carlfors bruk uppstod mellan 1873 och 1874 och framställde trämassa för tillverkning av papper, på initiativ av Carl Friedländer – varifrån företaget förmodligen fick sitt namn. Trämasseframställningen upphörde 1889, i och med att Stensholms Pappersbruk brann ner. 1898 påbörjades framställning av bronsfärger och färger av andra metallpulver. Efter att fabriken brunnit ner 1931 började man även framställa aluminiumpulver. 1979 var som flest anställda, 72 stycken. Fabriken är fortfarande i drift.
Stensholms Pappersbruk uppfördes under 1700-talets början, men brann ner till grunden 1889, och det byggdes inte upp igen. Husqvarna Vapenfabrik köpte tomtmarken, men sålde det till det då nybildade företaget Stensholms Fabriks AB. De första produkterna var stickmaskiner och symaskiner till skomakerier. Under 1890-talet var 75 personer anställda, och nästan alla bodde vid fabriken. Från 1921 tillverkades även vågar, vridmaskiner, cykelpumpar, smörjsprutor, vindflöjlar, körriktningsvisare för bilar, och så vidare. Volvo beställde delar genom kontraktstillverkning, och senare även Hugins kassaregister. Under 1920-talet växte en fackförening fram, där nästan alla de år 1939 85 anställda var medlemmar. Under andra världskriget påbörjade fabriken tillverkning av vapendetaljer till Försvarsmakten. Efter kriget tillverkade man termostater, oljetätningsringar och strömställare, och olika detaljer till Husqvarnas tvåtaktsmotorcyklar. Frankeringsmaskiner och taxametrar till taxibilar tillverkades därefter. 1950 hade företaget 257 arbetare och 100 tjänstemän. Fabriken hade bidragit till "ett trivsamt och tryggt samhälle med busstrafik, skola, affärer och konditori". 1954 förflyttades dock produktionen till Halmstad och Landskrona. Husqvarna tog över byggnader och tomtmark, samt 55 bostadslägenheter. Några arbetare flyttade med till Landskrona, några fick anställning vid vapenfabriken, men samhället såg nedläggningen som en katastrof.
I december 1955 hyrde dock Saab AB fabrikslokalerna, och maskiner installerades för 150 anställda. Ett sju års hyreskontrakt skrevs. Tidigare Stensholmspersonal anställdes på Saab, och 160 personer var snart anställda. Svenska Aeroplan AB, del av Saab-koncernen, köpte fabriken i juli 1963, samtidigt som de 55 bostadslägenheterna såldes till Hakarps kommun. Under 1970-talet tillverkades permobiler, och senare även styrsystem. Försvarsmakten önskade att Saab i Jönköping skulle tillverka övningsmateriel, vilket startade i Stensholm 1975. 1983 fick Saabs avdelning för militärt övningsmateriel namnet Saab Training Systems AB, och företaget blev högteknologiskt. Under 1990-talet utvidgades fabriken, och invigdes i oktober 1999. 2010 har företaget fler än 400 anställda, varav 20-25 är verkstadsarbetare.

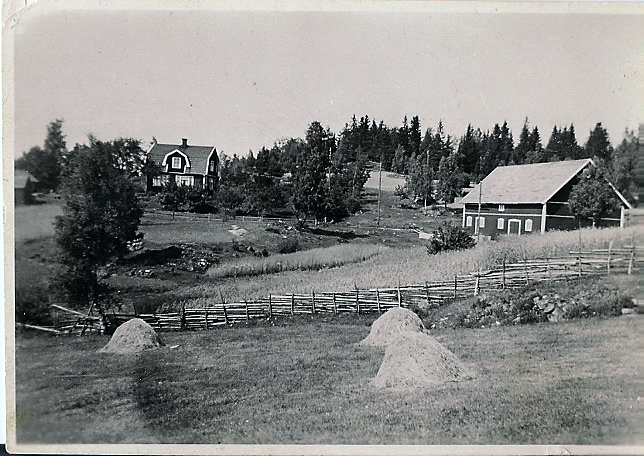
En jordbruksgård i Hakarp, Knutstorp, från 1950-talet.

Ebbes bruk grundades 1873. 1876 hade företaget nio anställda, och 1882 var 36 anställda. Bruket började tidigt tillverka varmluftsapparater och kaminer. På 1890-talet var 90 anställda. Då började man även producera gjutgods, och senare blev fotogenlampor en flaggskeppsprodukt. 1899 köpte Munksjö bruket och vattenfallen för 135 000 kronor – och uppförde Ebbes kraftstation – och bruket arrenderades ut. 1937 bytte företaget namn till Ebe-Verken. Avtalet med Munksjö Bolag utgick och tomtmarken övertogs av Ebe-Verken. 1964 meddelade Ebbes bruk, som det då hette igen, att verksamheten skulle avvecklas i Hakarp. 1991 revs fabriksbyggnaderna, och bostadshus uppfördes på deras ställe.

### Jordbruk
Omkring 10 % av socknens totala areal är uppodlad. Gårdarna ligger mestadels i bergåsarnas dalgångar, och är i huvudsak små och icke bärkraftiga brukningsenheter. Många har lagts ner. De största gårdarna är Hakarps och Stensholms säterier. Flera gårdar har sålt mark för att bebyggas. År 1940 registrerades 61 jordbruksfastigheter i socknen, men de flesta har nu försvunnit från fastighetsregistret. Det året fanns där 132 arbetshästar, 20 unghästar, 386 svin, 623 mjölkkor och 311 ungdjur. År 1991 visade en inventering gjord av Hakarps hembygdsförening att det fanns tre heltidsbönder med mjölkproducerande kreatursbesättningar och färre än 100 mjölkkor i Hakarps socken. Två jordbrukare hade arbetshästar, och ett 60-tal ridhästar fanns fördelade på omkring 10 gårdar.

## Befolkning

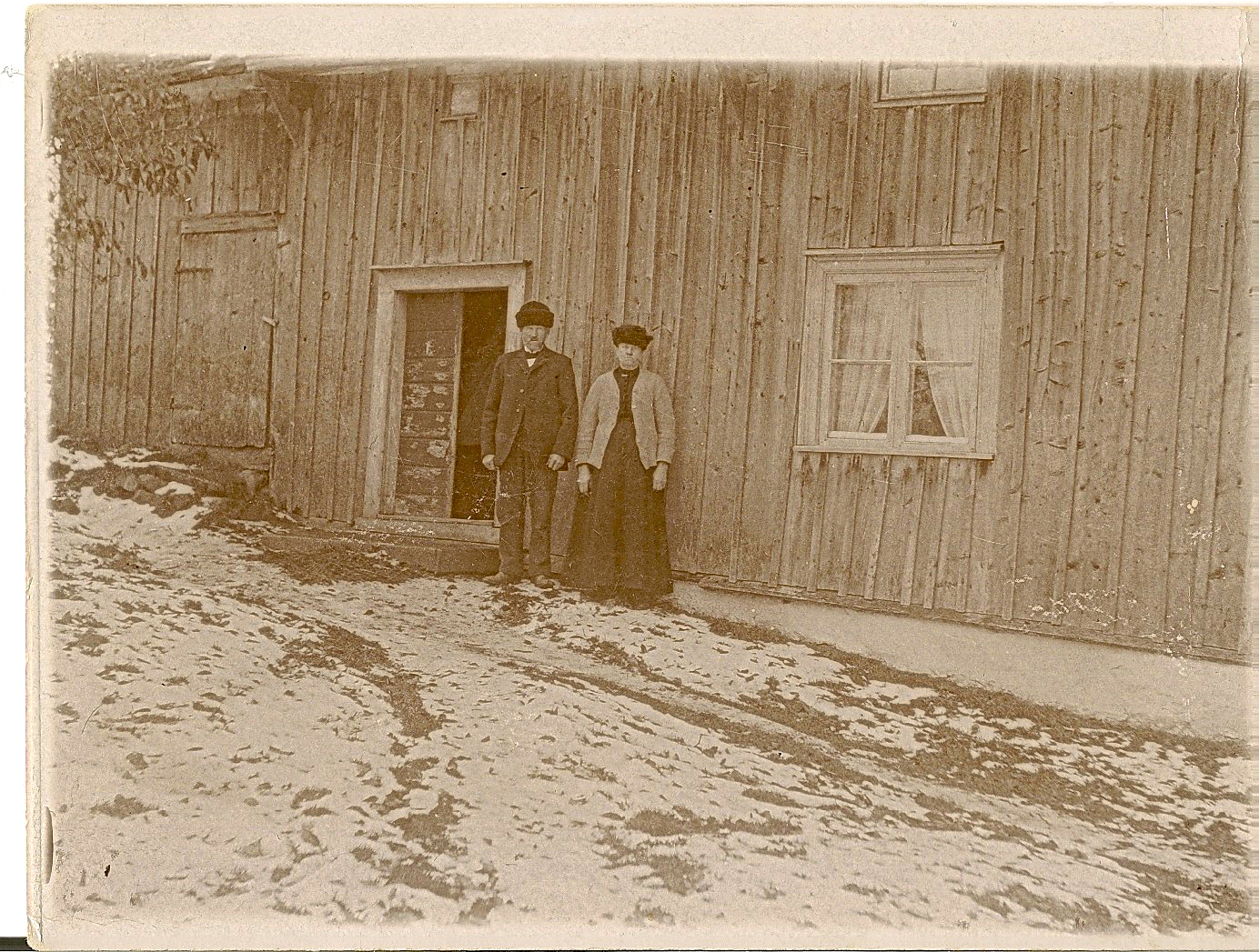
Två personer utanför Knutstorp i Hakarp.

Det är svårt att räkna det exakta antalet torp och gårdar som har funnits i Hakarps socken genom tiderna. Det är något enklare att räkna antalet gårdar, som uppgår till lite drygt 30 stycken. Antalet torp torde vara drygt 100. Under 1700-talet blev torp vanliga på större gårdar, och bebyggelsen av dem ökade alltjämt. Under mitten av 1800-talet kulminerade bebyggelsen, vilket resulterade i att det fanns 100 torp och backstugor år 1860. Backstugusittarna ägde varken huset eller marken de brukade, utan arrenderade det genom dagsverken hos markägaren. Dagsverkena utfördes inte bara av mannen i torpet, utan emellanåt även av kvinnor och barn. Ju större torp, desto fler dagsverken. När torparna inte längre klarade av att utföra dagsverken fick de flytta från torpet. De fick då flytta in i en så kallad backstuga som arrenderades av husbonden. Där bodde det många äldre, vilket ibland resulterade i stor trängsel. Till backstugan hörde det sällan jordbruksmark. I backstugorna kunde det även bo hantverkare eller andra som inte var torpare. När de äldre inte längre orkade bruka jorden var det inte ovanligt att deras barn övertog torpet. Då kunde det hända att föräldrarna bodde kvar hos sina barn i torpet.
I takt med emigrationen från Sverige till Nordamerika och en ökad mängd industrier minskade antalet torp och som ett resultat av detta revs de ofta. Dagsverkena minskade som betalning för bostad, för att år 1943 förbjudas. Detta ledde till att många torp friköptes och många blev fritidshus. Många hus som stod tomma är idag ruiner med enbart grundstenar kvar. 1840 beskrev Peter Wieselgren i sitt verk Ny Smålands Beskrifning att Hakarps sockens skattehemman bestod av 4 7/8 mantal. Socknens kronohemman bestod av 2 3/4 mantal. Frälsehemmanen hade 18 mantal, vilket gav ett totalt mantal på 25 5/8 i socknen.
Mellan 1940 och 1993 steg invånarantalet från 2 238 till 4 693. På 1940-talet fanns det sju livsmedelsbutiker, tre kaféer, en manufakturbutik och ett mejeri i Hakarps socken. På grund av att det har funnits flera industrier och bruk i området är det relativt tätbebyggt. De olika industrierna och bruken har byggt upp flera bostadshus, som Åbo, Ängen och Utsikten, som alla var arbetarbostäder för företagens familjer. Under 1910- och 1920-talet utökades antalet bostäder och efter det har nya bostäder byggts sporadiskt, framförallt under 1940-talet när Stensholms Fabrik expanderade snabbt. En stor del av befolkningen i Hakarp arbetade under brukstiden på dessa industrier och bruk.
I början av Ebbes bruks verksamhet uppförde bruket flera bostäder för dess anställda. Detta område kallas för Ebbesområdet. Egnahemsrörelsen resulterade, som en tredje tätortsbildning i Hakarps socken, i området Egnahem. Anställda vid Husqvarna Vapenfabrik bildade Huskvarna Egnahemsförening under början av 1900-talet. Många villor och hus har uppförts i området. Ett hinder för allt byggarbete var de sanitära förhållandena. För att ordna detta löste Hakarps kommun under 1950- och 1960-talet vatten- och avloppsfrågan för Hakarps socken. Efter detta ökade byggnationen återigen i området och samhällena Stensholm, Ebbesområdet, Pettersberg och Nordskogen växte fram. Nya områden som Jutaholm och Göransberg uppfördes. Ytterligare områden som bebyggdes var Carlfors, Bråneryd, Korsvägen och Brunstorp, dessa främst under 1970-talet.

## Utbildning

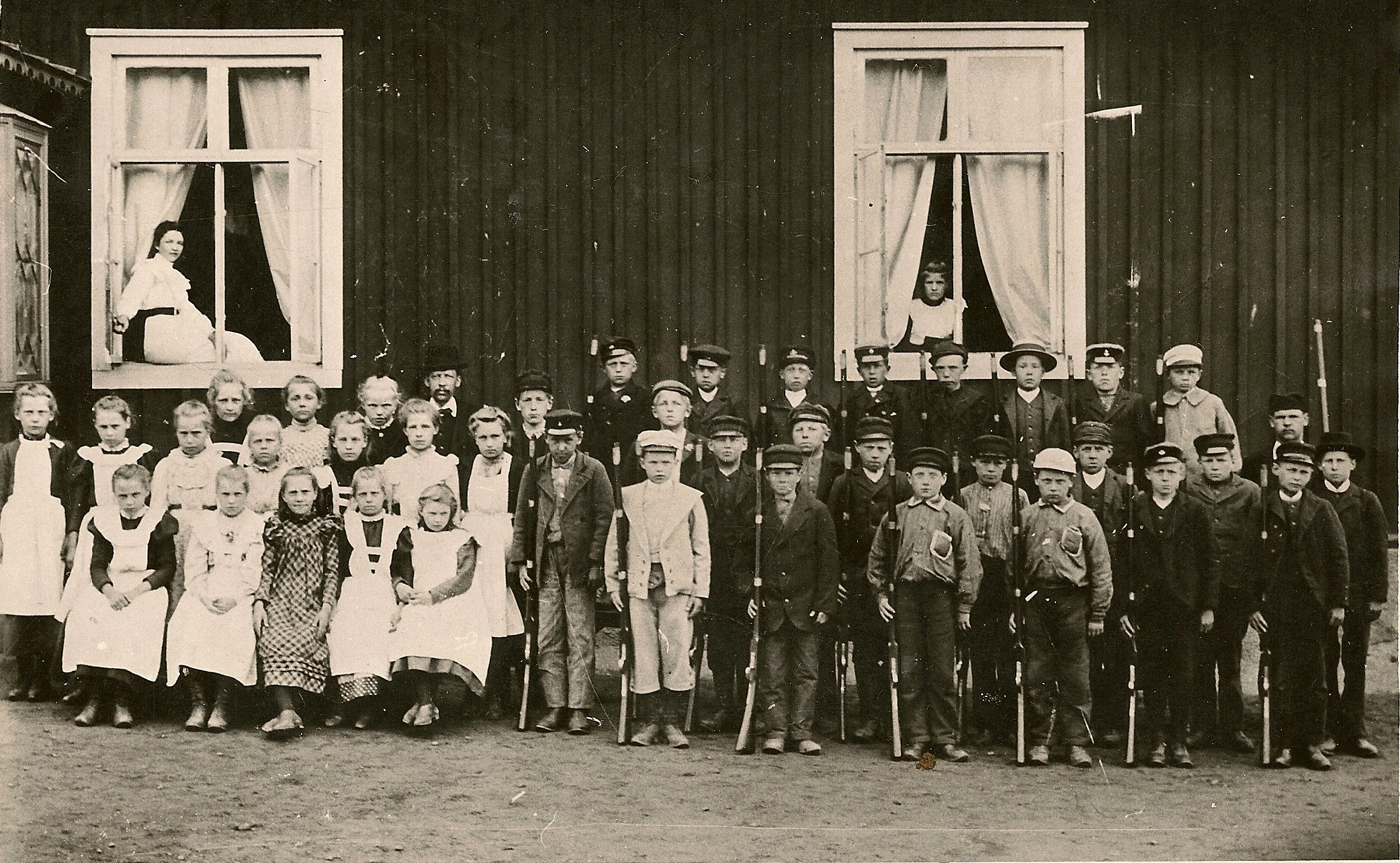
Skolklass med övningsgevär vid kyrkskolan år 1900.

Utbildningen i Hakarp administreras av Hakarps rektorsenhet. Rektorsenheten ansvarar för barn mellan ett och tretton år, således från förskoleverksamhet tills det att eleverna slutar sjätte klass och övergår till det som vardagligt kallas högstadiet, eller sjunde klass. Eleverna övergår då i Alfred Dalins rektorsenhet, såvida de inte börjar på en friskola. Hakarps rektorsenhet består av 12 förskolor, fördelade på fyra områden: Egnahem, Nordskogen, Fagerslätt och Stensholm, med fler förskolor planerade. Det finns tre skolor: Egnahemsskolan, Nordskogens skola och Stensholmsskolan. Av dessa har Egnahemsskolan klasser från förskolan till årskurs två, Nordskogens skola från förskolan till årskurs tre, och Stensholmsskolan från förskolan till årskurs sex.
Hakarps skolväsendes historia sammanfaller med resten av landets socknar. Den första anställda läraren anställdes 1810, vid vilken tid Hakarps socken var uppdelad i fyra rotar. Läraren fick uppehålla sig på olika gårdar, omkring tre månader i varje rote, och undervisa barn. Enligt 1842 års folkskolestadga skulle det finnas en folkskola i varje socken. År 1845 inrättades en sådan vid sockenstugan vid kyrkan. Uppemot 90 barn undervisades där under 1860-talet. År 1877 inrättades ett nytt skolhus, med ett små-, och ett folkskolehus. Vid området Nordskogen byggdes ett skolhus 1890 och ännu ett hus uppfördes i socknen 1908 på grund av det ökade barnantalet i Ebbes- och Stensholmsområdet. År 1913 beslutade kommunen att bygga om skolhuset, och det nya bestod av fyra lärosalar och en lärarbostad år 1919. År 1921 tillkom ett liknande skolhus på Egnahem. Under 1940-talet och 1950-talet tillkom än fler skolsalar, så kommunen fick hyra in sig i lokaler på gårdar och i föreningshus. En sjuårig skolplikt hade införts, och eftersom undervisningen var delad på flera olika enheter bestämde kommunen att uppföra en stor och centralt belägen skolbyggnad. Våren 1958 började denna byggnad – Stensholmsskolan – att användas. Läsåret 1958/1959 fick kommunen tillstånd att införa åttaårig skolplikt och den 28 april 1960 fick den rätt att på försök införa obligatorisk nioårig enhetsskola, men högstadiet skulle anordnas i Huskvarna. Efter att Stensholmsskolan uppfördes har även andra skolor, Nordskogens skola och Egnahemsskolan, uppförts.
I Hakarps kyrkby har tidigare funnits en kyrkskola. Dess verksamhet lades ned den 6 juni 1982 och köptes upp av Hakarps församling 1983. Den tidigare lärarbostaden såldes till privatpersoner. I byggnaden huserar idag förskolan Kyrkbackens förskola, en förskola med en kristen grund, som även har lokaler i centrala Huskvarna.

## Elektricitet

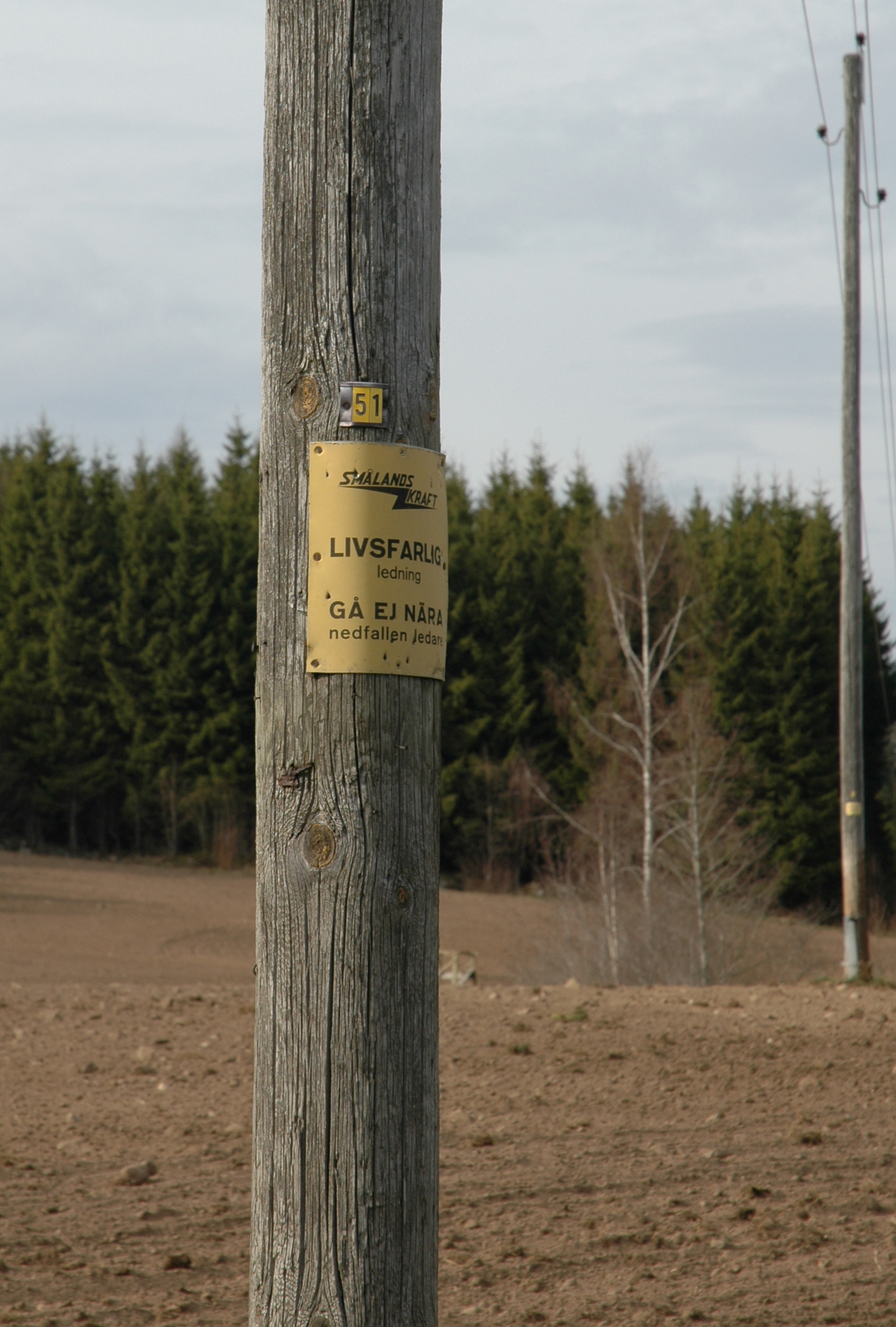
Elledning i Hakarps socken.

Elektriciteten i Hakarps socken har varit mycket beroende av vattenkraften. Vattenkraften har i sin tur haft stor betydelse för bildandet av bebyggelsen i Hakarps socken, till stor del på grund av Huskvarnafallen, samt mindre forsar och strömmar längs Huskvarnaån, som givit kraft och elektricitet till fabriker och hus i området. De fall som har använts för att framställa elektricitet har varit det översta av Huskvarnafallen, Carlforsfallet med 4,6 meters fallhöjd, och Stensholmsfallet med 3,7 meters fallhöjd. Första gången en elektrifiering av Hakarps socken omtalas är i Jönköpingsposten, som berättar att Stensholms Pappersbruk precis hade påbörjat installation av elektriskt ljus i fabriken när en fotogenlampa orsakade en brand som fick hela fabriken att brinna ner den 23 november 1889.
Idag finns två dominerande elaktörer i Hakarp socken: Jönköping Energi och E.ON. Elkraftverket vid Ebbes bruk är ej längre i drift, utan är ett museum. Husqvarnas kraftverk är numera i Jönköpings Energis ägo, och detta kraftverk ger tillsammans med Röttles kraftverk mellan 5 och 6 % av elproduktionen i Jönköping. Under 2010 har E.ON påbörjat en förändring av elnätet inom de delar av Hakarps socken som de förser med el. Bytet omfattar både nedgrävda kablar och luftledningar.
De som bor i Stensholm och Carlfors har fått överge den lokala strömförsörjningen och tillsammans med Petersberg, Ebbes och Jutaholm blev invånarna först en del av Huskvarna Elverks koncessionsområde, för att 2011 vara en del av Jönköping Energis koncessionsområde, som har monopol på elnätet.

## Bränder och brandförsvar

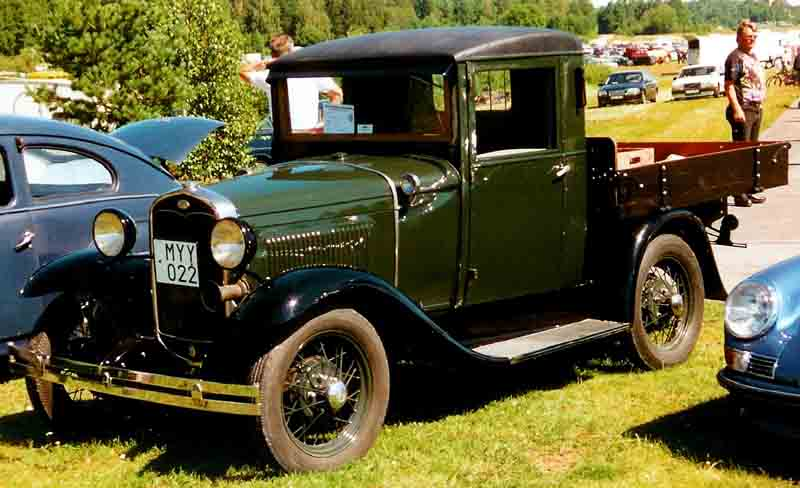
En A-Ford av liknande modell tjänstgjorde som brandbil.

Flera gånger har bränder drabbat Hakarps socken, och många har vållat stor ödeläggelse. Dödsfall har dock varit väldigt ovanliga; bara två gånger har det inträffat dödsfall som följd av en brand. Istället har ofta stora summor pengar förlorats och bränder har orsakat stor fattigdom och arbetslöshet när de drabbat fabriker, såsom Carlfors och Ebbes bruk. Bränderna har berott på olika saker. Några har varit vållade av människor och rubricerats som mordbrand, medan andra varit en följd av åskväder eller olyckliga explosioner. Som mordbrand betecknades bland annat branden på Hakarpsvägen 82 där motivet var att bränna inne de romer som bodde i byggnaden. Ingen av dem skadades dock. Dödsfall inträffade emellertid i samma byggnad några år senare.
Hakarps kommun har haft en brandkår för bekämpning av bränder. Den skapades då det blev lagkrav på kommuner att ha en brandchef, och brandstyrelsen och brandkåren började verka den 1 januari 1944. Som brandbil fungerade en A-Ford. Brandkåren upplöstes 1 juli 1946 men brandstyrelsen fanns kvar. Brandstationen var en byggnad i Ebbesbacken, där Ebbesvägen ansluter till Ådalsvägen, som hade två våningar. År 1946 diskuterade kommunen återigen om man skulle ingå eldsläckningsavtal med Huskvarna. Brandstyrelsen upprättade ett förslag, som innebar att Huskvarna Stads brandkår skulle stå för eldsläckningen i Hakarps kommun från och med den 1 juli 1946. Den årliga avgiften för detta blev 4 000 kronor, och kommunen behövde inte hålla en egen brandkår. Kommunen var dock tvungen att fortsätta att ha en brandstyrelse och en brandchef, samt brandsyna fastigheter och sota.

## Politik
| År   | Hakarp 1 | Hakarp 2 | Hakarp 3 |
| ---- | -------- | -------- | -------- |
| 2002 | 905      | 1 189    | 958      |
| 2006 | 906      | 1 324    | 1 005    |
| 2010 | 908      | 1 515    | 1 015    |

Vid val tillhör Hakarps socken valkretsen Jönköpings läns valkrets, och delas närmare bestämt in i delen Jönköpings kommun Valkrets Öst. Hakarp delades fram till riksdagsvalet 2010 upp i tre valdistrikt: Hakarp 1 omfattade då Hakarps sydliga delar, Hakarp 2 de nordliga delarna, och Hakarp 3 ett mindre, tätbebyggt område mellan distrikt 1 och 2, som omfattar delar av Stensholm och Egnahem. I riksdagsvalet 2014 utgjordes istället Hakarps socken av valdistrikten Stensholm m.fl. och Egnahem-Fagerslätt.
Politikerna Fritiof Domö och Karl Johan Alfred Gustafsson var båda från Hakarp. Domö, som är Gustafssons son, var partiledare för Högerns riksorganisation (Högerpartiet) mellan 1944 och 1950, kommunikationsminister mellan 1944 och 1945 samt landshövding i Skaraborgs län mellan 1951 och 1956. Gustafsson var ledamot i riksdagens första kammare för Högerpartiet mellan 1909 och 1933.

### Riksdagsvalsresultat

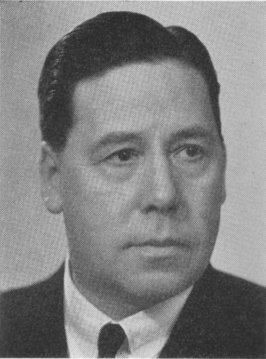
Fritiof Domö.

Hakarp 1
| Valår[A] | M   | C  | FP | KD  | S   | V  | MP | SD   | ÖVR | OG | Vdt    |
| 1998     | 182 | 33 | 38 | 202 | 382 | 90 | 36 | –[B] | 19  | 12 | 89,70% |
| 2002     | 97  | 26 | 95 | 147 | 348 | 48 | 22 | –    | 8   | 14 | 88,90% |
| 2006     | 183 | 43 | 46 | 158 | 280 | 36 | 27 | –    | 29  | 12 | 89,85% |
| 2010     | 271 | 25 | 58 | 114 | 203 | 36 | 64 | 56   | 7   | 6  | 92,51% |

Hakarp 2
| Valår[A] | M   | C  | FP  | KD  | S   | V  | MP  | SD   | ÖVR | OG | Vdt    |
| 1998     | 243 | 37 | 41  | 238 | 373 | 92 | 60  | –[B] | 25  | 14 | 89,60% |
| 2002     | 148 | 30 | 106 | 203 | 431 | 70 | 40  | –    | 26  | 19 | 90,20% |
| 2006     | 328 | 83 | 56  | 185 | 382 | 52 | 51  | –    | 96  | 24 | 94,94% |
| 2010     | 473 | 73 | 89  | 177 | 320 | 54 | 101 | 92   | 4   | 16 | 92,34% |

Hakarp 3
| Valår[A] | M   | C  | FP | KD  | S   | V  | MP | SD   | ÖVR | OG | Vdt    |
| 1998     | 150 | 25 | 32 | 180 | 335 | 89 | 32 | –[B] | 26  | 14 | 84,70% |
| 2002     | 100 | 22 | 73 | 171 | 329 | 40 | 34 | –    | 13  | 10 | 82,60% |
| 2006     | 202 | 36 | 50 | 173 | 282 | 28 | 22 | –    | 40  | 17 | 84,58% |
| 2010     | 256 | 30 | 52 | 141 | 254 | 31 | 29 | 61   | 4   | 18 | 86,56% |

Egnahem-Fagerslätt
| Valår[A] | M   | C   | FP | KD  | S   | V  | MP  | SD  | F! | ÖVR | OG | Vdt    |
| 2014     | 390 | 106 | 54 | 153 | 369 | 52 | 127 | 194 | 26 | 10  | 12 | 91,71% |

Stensholm m.fl.
| Valår[A] | M   | C  | FP | KD  | S   | V  | MP | SD  | F! | ÖVR | OG | Vdt    |
| 2014     | 362 | 85 | 74 | 205 | 430 | 56 | 98 | 305 | 22 | 13  | 19 | 88,92% |

## Sport

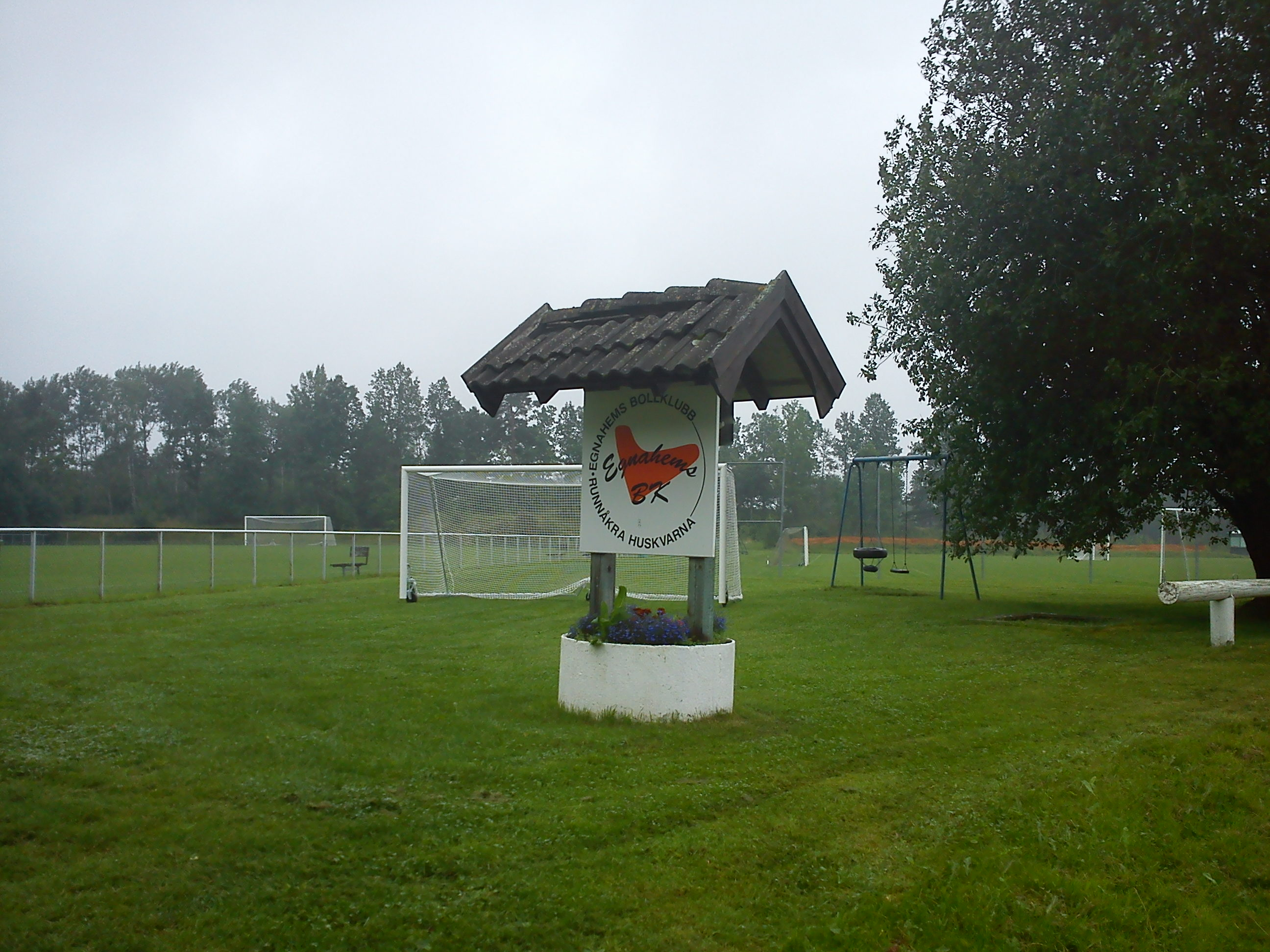
Egnahems BK.

Hakarp har och har haft flera idrottsföreningar. IKHP (Idrottsklubben Hakarpspojkarna) är en idrottsförening från Hakarp som har haft framgångar inom bland annat orientering. Göran Öhlund (1966, 1968), Gunnar Öhlund (1974) och Mattias Karlsson (2003) har alla blivit världsmästare i budkavleorientering. IKHP har till och med 2011 vunnit stafetten 10-mila fyra gånger. Föreningen har sektioner för cykelsport, friidrott, orientering, skidor och triathlon, och har till förfogande en slalombacke, Strutsabacken. Klubben bildades 1929 och har idag över 1 000 medlemmar. IKHP-stugan i Norra Klevaliden (Strutsabacken) är klubbens samlingsplats.
Egnahems bollklubb bildades 1963. Ursprungligen var det en isbaneförening, som bildades av ett 30-tal personer som ville sköta om den isbana som Hakarps kommun innan dess haft ansvar för. År 1965 gick de med i Svenska Riksidrottsförbundet och Smålands FF och 1967 förvärvade de en tomt. Under samma period försökte de få en fotbollsplan. Tidigare hade de tränat på Ådalsvallen på Stensholm samt på Brånerydsvallen. Planen som byggdes blev 105×65 meter stor. Den 12 juni 1976 invigdes "Runnåkra". Det var en av de första föreningsägda fotbollsplanerna i Jönköpings kommun. Bland annat Riksidrottsförbundet uppmärksammade detta. År 1966 startade klubben en damsektion. När de började fanns både skidor, bordtennis och fotboll inom klubben. Under 1980-talet bestämde de sig dock för att bara bedriva fotbollsverksamhet. År 1988 fanns två seniorlag, ett juniorlag, ett damlag, sju ungdomslag, fotbollsskola, gymnastik, bingo, tipspromenad och olika kommittéer. Då hade klubben omkring 500 medlemmar.
Ishockeyklubben IF Saab spelade under 1960-talet i division II. Klubben bytte senare namn till det den hade haft tidigare: IK Stefa. År 1967 gick laget samman med Vättersnäs IF och blev Vätterstads IK, vilket senare kom att bilda HV 71.

### Fotnoter
- A  De färglagda rutorna är färglagda med partiernas partifärger. Rutorna är klickbara, och leder till partiets artikel. "ÖVR" är förkortning för "Övriga", "OG" är ogiltiga röster, och innehåller både blanka röster och felaktiga röster. "Vdt" står för andelen röster i procent. Antalet röstberättigade finns beskrivet i tabellen i avsnittet.
- B  Före 2010 finns inte resultat för Sverigedemokraterna utskrivna, utan de ingår i kolumnen övriga röster. Från 2010 har de en egen kolumn i och med att de blivit ett riksdagsparti.